# Leverancierskrediet
Leverancierskrediet ontstaat op het moment dat de verkoper zijn goederen of diensten heeft geleverd en de koper niet direct de rekening betaalt of hoeft te betalen. De periode dat de koper nog niet heeft betaald, geniet deze van een soort krediet. Het leverancierskrediet komt voor op de balans van een bedrijf aangezien de koper de goederen, die hij wel bezit, financiert met de nog niet betaalde rekening. Op de debetzijde van de balans komt 'voorraad' te staan en op de creditzijde 'crediteuren' of 'leverancierskrediet'.
Er zijn twee soorten leverancierskrediet:
- consumptief leverancierskrediet, verleent een leverancier aan een consument.
- productief leverancierskrediet, verleent een leverancier aan een ander bedrijf.

Wanneer gesproken wordt over gegeven leverancierskrediet zijn de goederen éérst geleverd alvorens er in de toekomst een betaling ontvangen zal worden; dit vormt een bezitting en zien we terug in de balanspost Debiteuren.
De post Crediteuren daarentegen refereert aan ontvangen leverancierskrediet, hetgeen betekent dat goederen éérst ontvangen zijn en er in de toekomst nog betaald moet worden, ook wel een schuld.
Een simpele manier om dit te onthouden is dat de leverancier eerst levert in het geval van leverancierskrediet, terwijl de afnemer eerst betaalt in het geval van afnemerskrediet.